# Vendetta (Balzac-regény)
A Vendetta Honoré de Balzac 1830-ban megjelent regénye, amelyet Mame és Delaunay-Vallée adott ki 1830-ban. A mű az Emberi színjáték című sorozat Jelenetek a magánéletből' című részéhez tartozik.
A cselekmény 1800 és 1830 között játszódik Párizsban.

## Főszereplők
- Bartholoméo di Piombo, Napoléon Bonaparte idős honfitársa, híve.
- Ginevra di Piombo, Bartholoméo egyetlen élő lánya.
- Amélie Thirion, Ginevra vetélytársa a festésórán.
- Servin, Ginevra festésoktatója.
- Luigi Porta, Ginevra férje.
- Servin-né, Servin felesége.
- Elisa, Bartholoméo felesége, Ginevra anyja.

## Összefoglaló
A történet 1800 októberében kezdődik, a Tuileriák előtt, Párizsban, egy nyomorult család megérkezésével, akiknek férje az  Első Konzullal keres kapcsolatot. Az őrség kezdetben visszautasítja a férfit, aki azonban véletlenül találkozik Lucien Bonaparte-val, aki elvezeti őt a testvéréhez, akinek a férfi elmeséli a történetét: nyílt konfliktusban áll a Porta családdal, akik megölték a családját és elpusztították a vagyonát (csak a felesége és a lányuk, Ginevra menekült meg), kegyetlen bosszút állt, lemészárolta az összes ellenségét, összesen hét embert. Ebből a vérengzésből csak a fiatal Luigi Porta maradt életben, bár Bartholomew az ágyához kötözte, mielőtt felgyújtotta a házat. Mivel a Bonapartok lekötelezettjei voltak, Napóleon diszkrét segítséget ígért honfitársának azzal a feltétellel, hogy az lemond minden vendettaról,mivel ebben az esetben maga az első konzul sem tehet érte többet.
Tizenöt évvel később, , a híres festőművész Servin társaságban népszerű műtermében, a diákok közötti acsarkodásokba csöppenünk bele, amelyeknek Ginevra di Piombo, a gazdag és hithű bonapartista de Piombo báró lánya az áldozata. Egy nap Servin műtermében véletlenül felfedez egy bonapartista törvényen kívüli férfit, Luigi Portát, akibe azonnal beleszeret. A sebesült és kétségbeesett Luigi és a fiatal lány között románc alakul ki. Ám a románc végül meghiúsulni látszik...
Egy nap Ginevra elmondja a szüleinek, hogy szerelmes és meg akar házasodni. Ez a felfedezés kezdetben válságot okoz az akkor 77 éves Bartholoméo-ban, aki nem tudja elviselni, hogy a lánya elhagyja. Az asszony azonban végül elérte, hogy a lánya hazahozhassa a szerelmét bemutatni. Sajnos, amint a fiatalember bemutatkozik, a személyazonossága is kiderül. Ez már túl sok volt az öregembernek. Bartholomeo makacsul visszautasítja a kérőt korzikai kultúrájának elvei, különösen a vendetta szelleme nevében. Egy di Piombo soha nem megy hozzá egy Porta-hoz! Ginevra egy közjegyzővel „tiszteletteljes aktusban” elismerteti a jogait, és apja heves kívánságával dacolva elhagyja a családi házat. Megjelentek az első elfordulások tőle a környezetében (Servin-né meglehetősen ridegen megtagadta, hogy ideiglenesen befogadja őt). Apja tiltása ellenére megnősült és összeköltözött Luigival.
A szomorú esküvői szertartáson kívül, amely után a fiatal nő teljes mértékben átérzi magányát, a pár kezdetben bizonyos fokú szakmai sikert élvez. Ginevra remekművek másolatait festette, amelyeket eladott használt művek kereskedőinek; Luigi iratmásolóként talált munkát. 1819-ben azonban megváltozott a gazdasági helyzet: Ginevra már nem talált vevőt a festményeire. Megpróbáltak megélni, de szegénységbe, majd nincstelenségbe süllyedtek. Ginevra terhes lett. A gyermek azonban éhen halt a hideg lakásban, őt követte az édesanyja, aki mindennek ellenére boldog volt, hogy mindvégig szerelemben élt. Luigi Porta jelenti a tragikus hírt a piombói Bartholoméo-nak, majd holtan esik össze. Ezzel véget ért a vendetta. 
A történet tanulsága az ősi erkölcsök, ez esetben a Vendetta minden érintettre ható életrontó hatásának felismerése. Di Piombo báró ugyan megbosszulja halott szeretteit az ellenséges család egy sarjának halni hagyásával, ám a sors fintorának hála ezzel saját lányát is elveszti. Ugyanez igaz a Portákra: utolsó sarjuk a egyazon esemény során lesz a vendetta áldozata.

## Témák

### Művészet
A művészet a történet egyik központi témája. Már magában a történetben is jelen van: Ginevra tehetséges festőtanonc, Servin pedig festőmester. A művész műterme, a cselekmény központi helyszíne, a két fiatal között bimbózó szerelem színhelye. Ráadásul Ginevra a művészetével keres pénzt, miután apja, Bartholomew di Piombo kitagadta őt.
A regény formája ezt a témát használja ki a műalkotásokra való számos utalással, különösen a szereplők leírásakor. A történet például Girodet L'Endymion' című festményére utal, hogy felidézze Luigi karakterét. Ráadásul Balzac aprólékos figyelmének köszönhetően a szereplők és a jelenetek leírása végül is valódi festményekre hasonlít: a novella tehát önmagában is művészi gyakorlatként értelmezhető.
Számos kapcsolat mutatható ki Balzac más műveivel, amelyekben a képzőművészet témája jelen van, és amelyeket egy festő központi jelenléte jellemez. A labdázó macska háza egyik főszereplője, az arisztokrata Théodore de Sommervieux festő, aki testtel-lélekkel a művészetének szenteli magát. Az erszény című novella Hippolyte Schinnerről, egy szegény, de tehetséges fiatal festőről szól.

### Szerelem, szenvedély
A szerelem, a regény uralkodó motívuma, minden bonyodalom forrása. Ez a téma, amely már az Emberi színjáték sorozatban rendre visszatér, itt a Ginevra és Luigi Porta közötti szerelmi történetnek köszönhetően jelenik meg, amely szétszakítja a di Piombo családot.
A Kerti mulatság-ban már megjelenik egy hasonló szerelem Émilie de Fontaine és Maximilien de Longueville között. A szülői szeretet itt megkérdőjeleződik, amely Bartholomew esetében szélsőséges féltékenységbe csap át. Amikor szeretett lánya házasságát bejelentik, nem tudja megállni, hogy ne reagáljon hevesen: kegyetlen döntésre kényszeríti, és bűntudatot ébreszt benne, abban a reményben, hogy magánál tarthatja. Ez az ultimátum a család szerencsétlenségének kezdetét jelenti.
A szenvedély politikai szinten is jelen van. Bartholomeo di Piombo például Napóleon feltétlen híve: a császár kényszerű távozása után is a támogatói közé tartozik. Ami Luigit illeti, hűséges volt a császárhoz, és kész volt az életét kockáztatni La Bédoyère-ért, az egyik tábornokáért. Odaadása és politikai meggyőződése miatt üldözik.